# Hunter Tylo
Hunter Tylo, eg. Deborah Jo Hunter, född 3 juli 1962 i Fort Worth, Texas, är en amerikansk skådespelerska.

## Biografi
Hunter är skild från skådespelaren Michael Tylo, de har tre barn tillsammans, Mickey, Izabella och Katya. Hunter har även sonen Christopher (född 1980) med sin första make. Hösten 2007 dog sonen Mickey. Hunter har en äldre syster Elizabeth, en äldre bror Jay och en yngre bror Cliff. Hunter är delvis cherokeeindian på sin mors sida. Som barn var hon olydig och älskade reptiler. Hon har en samling av exotiska och ovanliga djur.
I Glamour spelar hon Dr Taylor Hayes Forrester, en psykolog, (ex-fru till Ridge Forrester) som ofta bekymrar sig mer över sina patienter än sin egen lycka. People Magazine utsåg Hunter 1993 och 1998 till en av de 50 vackraste människorna i världen.
Hunter har tidigare erfarenhet av såpoperor då hon varit med i både All My Children och Våra bästa år. Hon har även medverkat i flera filmer och gästspelat i olika TV-serier.
1996 blev Hunter erbjuden att spela rollen som Taylor McBride i Aaron Spellings serie Melrose Place. Men Spelling ångrade sitt beslut då det visade sig att Hunter var gravid, han ville då häva kontraktet. Hunter drog hela produktionsbolaget inför rätta och gick därifrån som segrare med ett antal miljoner dollar i skadestånd.
Hon växte upp i Springtown, Texas. Hunter tvingades att ge upp skolan, trots att hon fått skolstipendium, för att uppfostra sitt barn. Hon flyttade till Dallas för att utföra modelljobb och reklam.

## Filmografi (i urval)
- 1985–1988 - All My Children
- 1989–1990 - Våra bästa år
- 1990 - Zorro
- 1990–2002, 2004–2014 - Glamour
- 1994 - Maharadjans dotter
- 1994–1995 - Mord, mina herrar
- 1996 - Baywatch
- 1997 - Diagnos mord